# Río Burntwood

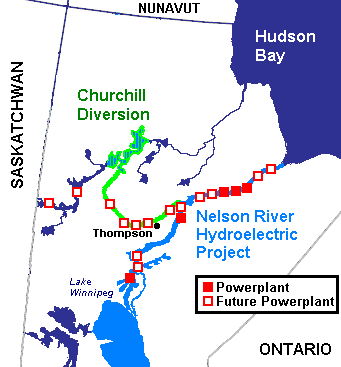
Desvío planificado de Churchill. La parte este-oeste del desvío sigue el Burntwood y la parte norte-sur el río Rat. Las cabeceras de Burntwood están cerca del lago Kississing, que es el lago al oeste de Thompson y al sur de Churchill.

El río Burntwood es un río ubicado en el noreste de la provincia de Manitoba en Canadá, entre el río Churchill y el río Nelson. Es conocido porque es el río que pasa por Thompson, Manitoba. Se extiende por más de 200 millas (321,9 km) de largo y fluye principalmente hacia el este para unirse al río Nelson en Split Lake, Manitoba .

## Historia
Cerca de su cabecera alrededor del lago Burntwood, con el Kississing Portage conectandolo al río Churchill. La ruta era utilizada por canoas indias ligeras para llevar las ricas pieles de Athabasca a la bahía de Hudson o, subiendo por el Nelson, a los puestos en el lago Winnipeg. La ruta no era muy utilizada por viajeros en parte porque había más Pemmican al sur. Justo al sur de Burntwood, el río Grass, que también termina en Split Lake, era una ruta paralela en canoa. En 1790, la Compañía de la Bahía de Hudson construyó la Casa del Lago en la desembocadura del Burntwood. En 1793, David Thompson siguió una gran parte de Burntwood. En 1825–26, George Simpson intentó utilizar Burntwood como una ruta directa desde la Fábrica de York hasta el Pacífico, pero el experimento fue abandonado. Hoy forma parte del desvío del río Churchill . Se esperaba que la presa y la estación generadora de Wuskwatim al oeste de Thompson estuvieran terminadas para 2012.